# Robertus le Bynt
Robertus le Bynt foi um membro do parlamento inglês.
Ele foi um membro (MP) do Parlamento da Inglaterra por Lewes em 1307.